# Mammatus
Mamma (mam) (łac. mamma – wymię, pierś) (znane też jako mammatus) – wypukłości znajdujące się w dolnej części chmury, wyglądem przypominające wymiona. 
Zjawisko to występuje w chmurach:
- Cirrus
- Cirrocumulus
- Altostratus
- Altocumulus
- Stratocumulus
- Cumulonimbus

Odmiana ta występuje zwłaszcza przy chmurach Stratocumulus i Cumulonimbus u ich podstawy lub, jak to ma najczęściej miejsce u cumulonimbusa, w dolnej części kowadła. Tę odmianę obserwuje się czasem u chmur Cirrus, prawdopodobnie wówczas, gdy pochodzą one z rozpadającego się kowadła chmury Cumulonimbus. 